# Marijpol
Marijpol (bürgerlich Marie Pohl; * 1982 in Berlin) ist eine deutsche Comiczeichnerin und Illustratorin.

## Leben
Marijpol studierte Visuelle Kommunikation und Illustration an der Hochschule für bildende Kunst, an der Hochschule für Angewandte Wissenschaften in Hamburg und an der Bezalel Academy in Jerusalem, u. a. bei Anke Feuchtenberger und Stefano Ricci. Sie publizierte in zahlreichen Comicmagazinen (Canicola, Orang, Spring) und nahm an Ausstellungen teil.
Marijpol lebt und arbeitet in Hamburg.

## Veröffentlichungen
- Orang #7 - Das Ende der Welt. Comicanthologie unter anderem mit einem Beitrag von Marijpol, Reprodukt, Berlin 2008, 112 Seiten, schwarz-weiß und farbig, Softcover, ISBN 978-3-938511-92-3
- Orang #8 - Neverending Stories. Comicanthologie unter anderem mit einem Beitrag von Marijpol, Reprodukt, Berlin 2009, 120 Seiten, schwarz-weiß und farbig, Softcover, ISBN 978-3-941099-23-4
- Trommelfels. avant-verlag, Berlin 2011, 109 Seiten, schwarz-weiß, Softcover, ISBN 978-3-939080-53-4
- Eremit. avant-verlag, Berlin 2013, 216 Seiten, schwarz-weiß, Klappenbroschur mit Foldout, ISBN 978-3-939080-71-8
- Orang #X - Heavy Metal. Comicanthologie unter anderem mit einem Beitrag von Marijpol, Reprodukt, Berlin 2013, 172 Seiten, schwarz-weiß und farbig, Softcover, ISBN 978-3-943143-48-5
- Ferien im Sumpf. avant-verlag, Berlin 2015, 24 Seiten, schwarz-weiß, Leporello mit Banderole, ISBN 978-3-945034-15-6
- Hort. Edition Moderne, Zürich 2022, 368 Seiten, einfarbig, Softcover, ISBN 978-3-03731-242-1

## Auszeichnungen
Im Jahr 2012 erhielt Marijpol für ihr Comicdebüt Trommelfels den ICOM Independent Comic Preis in der Kategorie Herausragendes Szenario.
Im September 2023 wurde Hort als „Bester narrativer Lang-Comic“ beim GINCO Award lobend erwähnt.